# Melanophylla crenata
Espèce
Statut de conservation UICN

 LC  : Préoccupation mineure
Melanophylla crenata est une espèce de plantes à fleurs de la famille des Torricelliaceae. C'est un arbre endémique à Madagascar. Son habitat naturel est constitué de basses terres humides subtropicales ou tropicales. Il est menacé par la perte d'habitat.

## Description
Melanophylla crenata est un petit arbre. Les feuilles sont moyennes, oblongues/obovées/elliptiques, portées par des rameaux minces (par rapport à M. aucubifolia).
Les inflorescences sont à deux branches, composées d'un racème relativement long et d'un racème relativement court ; terminale. 
relativement courte ; terminale. Les fleurs ont des pétales jaunes.

## Répartition  et habitat
Ce taxon se rencontre dans le pays suivant : Madagascar. Il est présent dans les forêts humides sempervirentes de basse altitude sur les sols de roches à des altitudes de 900 à 1 800 m. Sa pollinisation est probablement entomophile. La dispersion de ses graines est probablement assurée par des lémuriens et/ou des oiseaux.

## Systématique
Le nom correct complet (avec auteur) de ce taxon est Melanophylla crenata Baker.
Melanophylla crenata a pour synonyme :
- Melanophylla longipetala Keraudren